# Robertverleihung 2013
Die Robertverleihung fand am 28. Februar 2013 im Tivoli Hotel & Congress Center in Kopenhagen statt. Nominiert werden konnten Filme, die 2012 in die Kinos kamen. Moderiert wurde die Verleihung der insgesamt 35 Preise von dem Fernsehkomiker Rasmus Bjerg, dessen Auftreten jedoch von Teilen des Publikums kritisiert wurde. Der Journalist Anders Houmøller Thomsen empfand die gesamte Verleihung gleichsam der dänischen Filmbranche als „billig, in sich geschlossen und mittelmäßig“ („Discount, indspist og middelmådigt“). Insbesondere kritisierte er die Aufteilung des Preises für die weibliche Hauptrolle des Jahres: „Im Show-Business geht es nicht darum dabei zu sein, sondern darum zu gewinnen!“ („I showbusiness handler det ikke om at være med – det handler om at vinde!“). Der Ehrenpreis an Ghita Nørby wurde von der Kulturministerin Marianne Jelved verliehen. Die Verleihung wurde von TV2 übertragen. Sie überzog eine Viertelstunde und wurde dann zugunsten der Nachrichten abgebrochen, so dass die Preise in den Kategorien Regisseur des Jahres und Drehbuch des Jahres im Nachhinein verliehen wurden.

## Liste der Preisträger und Nominierten

### Film des Jahres(Årets film)
In dieser Kategorie befinden sich nur in Dänemark produzierte Filme.
Kapringen – Nordisk Film Production A/S, Produzenten: Thomas Radoor und René Ezra, Regie: Tobias Lindholm
10 timer til paradis – SF Production, Produzent: Morten Kjems Juhl Regie: Mads Matthiesen
Love Is All You Need (Den skaldede frisør) – Zentropa Entertainments ApS, Produzenten: Sisse Graum Jørgensen und Vibeke Windeløv, Regie: Susanne Bier
Die Königin und der Leibarzt (En kongelig affære) – Zentropa Entertainments ApS, Produzenten: Louise Vesth, Sisse Graum Jørgensen und Meta Louise Foldager, Regie: Nikolaj Arcel
Undskyld jeg forstyrrer – Fine & Mellow, Produzent: Thomas Gammeltoft, Regie: Henrik Ruben Genz

### Kinder- und Jugendfilm des Jahres(Årets børne- og ungdomsfilm)
In dieser Kategorie befinden sich nur in Dänemark produzierte Filme.
You & Me Forever – Nimbus Film A/S, Produzent: Anders Toft Andersen, Regie: Kaspar Munk
Fuglejagten – Nimbus Film A/S, Produzent: Anders Toft Andersen, Regie: Christian Dyekjær
Gummi T – Crone Film A/S, Produzenten: Nina Crone und Erik Wilstrup, Regie: Michael Hegner
Marco Macaco – Nice Ninja ApS, Produzent: Thomas Borch Nielsen, Regie: Jan Rahbek
Max Pinlig på Roskilde – nu med mor – Asta Film A/S, Produzenten: Per Holst, Michael Bille Frandsen, Stefan Frost und Henrik Underbjerg, Regie: Lotte Svendsen

### Männliche Hauptrolle des Jahres(Årets mandlige hovedrolle)
Søren Malling – Kapringen
Jens Jørn Spottag – Hvidstengruppen
Lars Mikkelsen – Viceværten
Mads Mikkelsen – Die Königin und der Leibarzt (En kongelig affære)
Søren Sætter-Lassen – Marie Krøyer

### Weibliche Hauptrolle des Jahres(Årets kvindelige hovedrolle)
Trine Dyrholm – Love Is All You Need (Den skaldede frisør)

Bodil Jørgensen – Hvidstengruppen
Alicia Vikander – Die Königin und der Leibarzt (En kongelig affære)
Birgitte Hjort Sørensen – Marie Krøyer
Sara Hjort – Undskyld jeg forstyrrer

### Männliche Nebenrolle des Jahres(Årets mandlige birolle)
Mikkel Boe Følsgaard – Die Königin und der Leibarzt (En kongelig affære)
Bjarne Henriksen – Hvidstengruppen
Lars Bom – Max Pinlig på Roskilde – nu med mor
Nicolaj Kopernikus – Viceværten
Pilou Asbæk – Kapringen

### Weibliche Nebenrolle des Jahres(Årets kvindelige birolle)
Trine Dyrholm – Die Königin und der Leibarzt (En kongelig affære)
Emilie Kruse – You & Me Forever
Lotte Andersen – Undskyld jeg forstyrrer
Molly Blixt Egelind – Love Is All You Need (Den skaldede frisør)
Stine Stengade – Undskyld jeg forstyrrer

### Regisseur des Jahres(Årets instruktør)
Nikolaj Arcel – Die Königin und der Leibarzt (En kongelig affære)
Kaspar Munk – You & Me Forever
Lotte Svendsen – Max Pinlig på Roskilde – nu med mor
Susanne Bier – Love Is All You Need (Den skaldede frisør)
Tobias Lindholm – Kapringen

### Drehbuch des Jahres(Årets manuskript)
Tobias Lindholm – Kapringen
Anders Thomas Jensen – Love Is All You Need (Den skaldede frisør)
Lotte Svendsen, Mette Horn und David Sandreuter – Max Pinlig på Roskilde – nu med mor
Marie Østerbye und Christian Torpe – Sover Dolly på ryggen?
Nikolaj Arcel und Rasmus Heisterberg – Die Königin und der Leibarzt (En kongelig affære)

### Kameramann des Jahres(Årets fotograf)
Rasmus Videbæk – Die Königin und der Leibarzt (En kongelig affære)
Dirk Brüel – Marie Krøyer
Magnus Nordenhof Jønck – Kapringen
Sebastian Blenkov – Undskyld jeg forstyrrer
Søren Bay – You & Me Forever

### Szenenbildner des Jahres(Årets scenograf)
Niels Sejer – Die Königin und der Leibarzt (En kongelig affære)
Jette Lehmann – Marie Krøyer
Mette Rio – Undskyld jeg forstyrrer
Peter Grant – Love Is All You Need (Den skaldede frisør)
Thomas Greve – Kapringen

### Kostümbildner des Jahres(Årets kostumier)
Manon Rasmussen – Die Königin und der Leibarzt (En kongelig affære)
Louise Hauberg – Kapringen
Manon Rasmussen – Marie Krøyer
Mette Lynggaard – You & Me Forever
Susie Bjørnvad – Undskyld jeg forstyrrer

### Maskenbildner des Jahres(Årets sminkør)
Ivo Strangmüller und Dennis Knudsen – Die Königin und der Leibarzt (En kongelig affære)
Birgitte Lassen – Max Pinlig på Roskilde – nu med mor
Dennis Knudsen und Tina Helmark – Marie Krøyer
Louise Hauberg – Kapringen
Soile Ludjoi – Undskyld jeg forstyrrer

### Spezialeffekte des Jahres(Årets special effects)
Jeppe Nygaard Christensen – Die Königin und der Leibarzt (En kongelig affære)
Bo Scheurer – Over kanten
Martin Madsen – Hvidstengruppen
Søren Hjort, Sospeter Ng'ang'a und Mads Hagberth Lund – Max Pinlig på Roskilde – nu med mor
Tonni Zinck, Anders Hald, Daniel Silwerfeldt und Jonas Severin – Marco Macaco

### Tongestalter des Jahres(Årets lyd/sounddesigner)
Morten Green – Kapringen
Hans Kock und Claus Lynge – Die Königin und der Leibarzt (En kongelig affære)
Mathias La Cour und Rune Klaussen – Max Pinlig på Roskilde – nu med mor
Peter Albrechtsen – You & Me Forever
Roar Skau Olsen – Undskyld jeg forstyrrer

### Filmeditor des Jahres(Årets klipper)
Adam Nielsen – Kapringen
Kasper Leick – Undskyld jeg forstyrrer
Marlene Billie Andreasen und Nanna Frank Møller – You & Me Forever
Mikkel E.G. Nielsen und Kasper Leick – Die Königin und der Leibarzt (En kongelig affære)
Pernille Bech Christensen und Morten Egholm – Love Is All You Need (Den skaldede frisør)

### Filmmusik des Jahres(Årets score)
Gabriel Yared und Cyrille Aufort – Die Königin und der Leibarzt (En kongelig affære)
Hildur Guðnadóttir – Kapringen
Peter Peter – Over kanten
Sara Savery – You & Me Forever
Søren Schou – Max Pinlig på Roskilde – nu med mor

### Lied des Jahres(Årets sang)
Sangen om Gummi T – Hvem ved hvad der er op og ned – Gummi T, Annika Aakjær, Halfdan E und Søren Siegumfeldt
Videre – Max Pinlig på Roskilde – nu med mor, Lotte Svendsen & Søren Schou
Jo-Ann – Talenttyven, The Heartbreak Hotels, Søren Rasted & Nicolaj Rasted

### Männliche Hauptrolle des Jahres – Fernsehserie(Årets mandlige hovedrolle – tv-serie)
Nikolaj Lie Kaas – Forbrydelsen 3
Carsten Bjørnlund – Rita
Hannibal Harboe Rasmussen – Pendlerkids
Lars Brygmann – Lykke, 2. Staffel
Ole Boisen – A-klassen

### Weibliche Hauptrolle des Jahres – Fernsehserie(Årets kvindlige hovedrolle – tv-serie)
Sofie Gråbøl – Forbrydelsen 3
Amanda Rostgaard Phillipsen – Limbo
Ditte Hansen – I hegnet
Mille Dinesen – Rita
Mille Hoffmeyer Lehfeldt – Lykke, 2. Staffel

### Männliche Nebenrolle des Jahres – Fernsehserie(Årets mandlige birolle – tv-serie)
Olaf Johannessen – Forbrydelsen 3
Martin Buch – Limbo
Nikolaj Groth – Rita
Peter Ganzler – A-klassen
Rasmus Botoft – Lykke, 2. Staffel

### Weibliche Nebenrolle des Jahres – Fernsehserie(Årets kvindlige birolle – tv-serie)
Birthe Neumann – Julestjerner
Lisbeth Wulff – I hegnet
Paprika Steen – Lykke, 2. Staffel
Sara Hjort – Rita
Trine Pallesen – Forbrydelsen 3

### Dänische Fernsehserie des Jahres(Årets danske tv-serie)
Forbrydelsen 3 – DR Fiktion, Produzent: Piv Bernth, Autoren: Søren Sveistrup, Torleif Hoppe & Michael W. Horsten, Regisseur: Mikkel Serup
A-klassen – Fridthjof Film, Produzent: Mia Maria Borup, Autoren: Mia Maria Borup, Parminder Singh und Morten BH, Regisseure: Parminder Singh und Morten BH
Limbo – DR Fiktion, Produzent: David C.H. Østerbøg, Autoren: Poul Berg und Karina Dam, Regisseur: Poul Berg
Lykke, 2. Staffel – DR Fiktion, Produzent: Christian Rank, Autoren: Hanna Lundberg und Stig Thorsboe, Regisseure: Kasper Gaardsøe und Jesper W. Nielsen
Rita – SF Film Production, Produzenten: Jesper Morthorst und Karoline Leth, Autoren: Christian Torpe und Marie Østerbye, Regisseur: Lars Kaalund

### Ehrenrobert 2013(Æresrobert 2013)
Ghita Nørby

### Animierter/Fiktiver Kurzfilm des Jahres(Årets korte fiktion/animation)
Dyret – Zentropa Entertainments, Produzent: Jonas Bagger, Regie: Malene Choi

### Animierter/Fiktiver Spielfilm des Jahres(Årets lange fiktion/animation)
Sort Kaffe & Vinyl – TSOMM Pictures, Produzent: Richard Georg Engström, Regie: Jesper Bernt

### Dokumentarfilm (kurz) des Jahres(Årets dokumentarfilm (kort))
Kongens Foged – Danish Documentary Production, Produzent: Sigrid Dyekjær, Regie: Phie Ambo

### Dokumentarfilm des Jahres(Årets dokumentarfilm)
The Act of Killing – Final Cut for Real, Produzent: Signe Byrge Sørensen, Regie: Joshua Oppenheimer

### Amerikanischer Film des Jahres(Årets amerikanske film)
Argo – Regie: Ben Affleck, Distributeur: Filmcompagniet

### Nicht-Amerikanischer Film des Jahres(Årets ikke-amerikanske film)
Liebe (Amour) – Regie: Michael Haneke, Distributeur: Camera Film

### Ausländische Fernsehserie des Jahres(Årets udenlandske tv-serie)
Homeland, Staffel 2 – Teakwood Lane Productions, Cherry Pie Productions, Keshet Broadcasting, Fox 21 und Showtime Networks

### YouBio-Publikumspreis in der Kategorie Drama(YouBio Publikumsprisen Drama)
Hvidstengruppen

### YouBio-Publikumspreis in der Kategorie Komödie(YouBio Publikumsprisen Komedie)
Love Is All You Need

### YouBio-Publikumspreis in der Kategorie Kinder- und Jugendfilm(YouBio Publikumsprisen Børne og Ungdomsfilm)
Max Pinlig på Roskilde – nu med mor

### YouBio-Publikumspreis in der Kategorie Fernsehserie(YouBio Publikumsprisen Tv-serie)
Forbrydelsen 3

### Ib-Preis(Ib Prisen)
Ronnie Fridthjof